# آرتاشس پتروسیان
آرتاشس پتروسیان (Արտաշես Ռուբենի Պետրոսյան؛ زادهٔ ۱۶ فوریهٔ ۱۹۵۲) یک سیاست‌مدار اهل ارمنستان است که از تاریخ ۱۹۹۶ تا تاریخ ۱۹۹۸ در دولت آرمن سارگسیان و دولت روبرت کوچاریان سمت وزیر آموزش و پرورش ارمنستان را برعهده داشت.

## زندگی‌نامه
در 	۱۶ فوریهٔ ۱۹۵۲ در ایروان به دنیا آمد و از دانشکده فیزیک دانشگاه دولتی ایروان فارغ‌التحصیل شد. .